# Plesina fascipennis
Plesina fascipennis là một loài ruồi trong họ Tachinidae.